# Черни, Карл
Карл Че́рни (нем. Carl Czerny, 21 февраля 1791, Вена — 15 июля 1857, там же) — австрийский пианист и композитор чешского происхождения; считался в Вене одним из лучших преподавателей игры на фортепиано.
Легендарный методист, знаменит созданием огромного количества этюдов для фортепиано.

## Биография
Карл Черни родился в семье пианиста и педагога Венцеля (Вацлава) Черни, ставшего первым учителем Карла. Под его руководством Карл начал концертировать в девятилетнем возрасте. 
В 1800 — 1803 годах обучался игре на фортепиано у Людвига ван Бетховена. В рекомендательном письме, данном им Черни в 1805 году, композитор утверждает, что «для своего четырнадцатилетнего возраста он достиг в игре на фортепиано совершенно исключительных, превосходящих ожидания успехов и что как в этом отношении, так и принимая во внимание его поразительную память, он достоин всевозможной поддержки, тем более что его родители образовали подающего надежды сына на собственные средства». В этот же период учился у И. Н. Гуммеля и Муцио Клементи.
До 1815 года вёл концертную деятельность: ему Людвиг ван Бетховен доверил исполнение своего Третьего фортепианного концерта. Однако в 1815 году Черни прекратил фортепианное исполнительство и сосредоточился на педагогике и композиции. Работал преимущественно в Вене, за исключением нескольких гастрольных поездок в Лейпциг (1836), в Париж и Лондон (обе в 1837 году).
В середине XIX века Карл Черни считался одним из крупнейших преподавателей игры на фортепиано. К числу его учеников принадлежали выдающиеся музыканты второй половины века: Ференц Лист, Сигизмунд Тальберг, Теодор Лешетицкий, Леопольд де Мейер, Теодор Куллак, А. Бельвиль-Ури, Альфред Яель и многие другие. В изданной прижизненной биографии Листа, написанной Линой Раманн, значение Черни как его наставника принижается, однако в личном экземпляре этой книги Лист подчеркивал красным карандашом подобные суждения о своем учителе и делал на полях пометки, отмечающие его положительное влияние: «Не совсем правильно!», «Черни прекрасно занимался со мной» и др. Венгерский композитор посвятил ему «Двадцать четыре этюда для фортепиано» (наряду с Ф. Шопеном, 1838) и «Этюды трансцендентного мастерства. Этюды высшего исполнительского мастерства» с указанием «в знак благодарности, уважения и дружбы» (1851).
И. Ф. Стравинский в интервью 1926 года говорил, что «глубоко восхищается» Черни: «Он обладал колоссальным темпераментом и, возможно, сделал больше для обучения пианистов, чем любой педагог не только его времени, но и по сей день». Стравинский отмечал также в своей книге «Хроника моей жизни»: «Я всегда ценил в Черни не только замечательного педагога, но и подлинного музыканта».

## Произведения
Творческое наследие Карла Черни насчитывает больше 1000 опусов, различных жанров, среди которых мессы, симфонии, сонаты, трио, квартеты, рондо, сочинения в четыре и шесть рук, огромное количество этюдов и упражнений на различные виды техники, а состав некоторых приближается к 50 и более номерам. Также Черни создал множество литературно-методических книг, посвящённых проблемам преподавания игры на фортепиано. Помимо собственных сочинений, Карл Черни создал собственные редакции «Хорошо темперированного клавира» И. С. Баха и сонат Доменико Скарлатти, а также клавираусцуги опер, ораторий, симфоний и других оркестровых произведений. Переложил для фортепиано симфонии Бетховена, создал фортепианный вариант его оперы «Леонора», которую доверил Черни сам Бетховен.

### Выдающиеся музыкальные сочинения
- Более 300 духовных сочинений (24 мессы, 4 реквиема, 300 градуалов, оффертории и другие).
- Произведения для фортепиано — в том числе «Вариации на чешскую народную тему», «Чешская народная песня с вариациями», редакции многих фортепианных произведений, а также фортепианные переложения инструментальных и вокально-инструментальных произведений для 2-4-ручного исполнения и для 8-ручного на 2 фортепиано.
- Более 800 произведений, связанных с разработкой техники игры на фортепиано, до сих пор используемых в педагогической практике.
- Оркестровые, камерные сочинения; ансамбли, хоры; музыка к драматическим спектаклям и пр.
- Многие произведения Черни остались в рукописи (хранятся в архиве «Общества друзей музыки» в Вене).

### Педагогическая литература
- 100 прогрессивных этюдов без октав (100 Übungsstücke, op. 139).
- 110 лёгких и прогрессивных упражнений (op. 453).
- 125 упражнений в пассажах (op. 216).
- 125 этюдов (op. 261).
- 24 упражнения (op. 777).
- 24 фортепианных этюда для левой руки (op. 718).
- 30 новых технических этюдов (op. 849).
- 6 октавных этюдов (op. 533).
- Большая фортепианная школа (Grosse Pianoforte-Schule, ор. 500 c развёрнутым дополнением, посвященным вопросам исполнения старых и новых фортепианных сочинений — «Die Kunst des Vortrags der älteren und neueren Klavierkompositionen», ок. 1846).
- Ежедневные упражнения (40 tägliche Studien, op. 337).
- Избранные фортепианные этюды. Ред. Гермер. Часть 1.
- Избранные фортепианные этюды. Ред. Гермер. Часть 2.
- Подготовительные этюды (Vorschule der Fingerfertigkeit, op. 636).
- Практические упражнения для пальцев (op. 802).
- Школа беглости. Этюды для фортепиано (Schule der Geläufigkeit, ор. 299).
- Искусство беглости пальцев (Schule der Fingerfertigkeit, ор. 740).
- Школа левой руки (Schule für die linke Hand, op. 399).
- Этюды для начинающих.
- Юный пианист (op. 823).
- 160 achttaktige Übungen, op. 821.
- Schule des Legato und Staccato, op. 335.
- Schule der Verzierungen, op. 355.
- Schule des Virtuosen, op. 365.
- Schule des Fugenspiels, op. 400.

## Литературные сочинения
- Очерк истории музыки (Umriss der ganzen Musik-Geschichte, op. 815). — Mainz, 1851.
- Полное теоретико-практическое учение о композиции (Vollständige theoretisch-praktische Kompositionslehre, op. 600). — 1849.
- Briefe über den Unterricht auf dem Pianoforte. — W., (ca 1840) (рус. пер.: Письма Карла Черни, или Руководство к изучению игры на фортепиано, СПБ, 1842).
- Erinnerungen aus meinem Leben / Hrsg. von W. Kolneder. — Strasbourg, 1968 (со списком сочинений, опубликованных до 1860).
- Czernys Erinnerungen an Beethoven // Neues Beethoven-Jahrbuch. — 1939. — Jg. 9.